# 都祭芳明
都祭 芳明（とまつり よしとも、1948年 - ）日本建築構造技術者協会JSCA建築構造士. APEC Engineer 墨田区耐震補強推進協議会委員など。株式会社 都祭建築設計事務所の代表をつとめる。日本の構造家。一級建築士。

## 略歴
- 1970年（昭和45年） 日本大学理工学部建築学科 卒
- 1970年（昭和45年） 加賀美建築構造設計事務所入所し勤務
- 1978年（昭和53年） 都祭建築構造事務所設立
- 2009年（平成21年） 株式会社都祭建築設計事務所へ

## 主な実績
- A邸別荘/軽井沢
- 明昭学園 岩倉高等学校西館
- 与野本町幼稚園
- 梅若小学校屋内運動場耐力度調査
- 旧安藤家の梁の復元補強(築150年)
- 本所中学校外1校耐震診断及び躯体現況調査業務